# Gabriel Gohau
Gabriel René Marc Gohau, né le 28 octobre 1934 à Nantes en Loire-Atlantique et mort le 21 décembre 2023 à Courbevoie,, est un historien de la géologie, président du Comité français d'histoire de la géologie (COFRHIGEO) de 1996 à 2016.

## Biographie
Il entre en 1955 à l'École normale supérieure de Saint-Cloud, où il prépare la licence ès sciences à la Sorbonne. Il suit, à l'ENS, les cours de géologie de Léon Lutaud, puis choisit pour sujet de DES, en 1958, un travail sur la tectonique de la région de Vence (Alpes-Maritimes) que lui propose Jacques Bourcart, qui vient de succéder à Lutaud à la chaire de géologie dynamique.
Il est reçu en 1959 à l'agrégation de sciences naturelles, puis nommé à Paris, au lycée Janson-de-Sailly, où se déroulera toute sa carrière.
C'est alors que se manifeste son goût pour l'histoire des sciences. Il rencontre Georges Canguilhem, et suit ses séminaires, au moment où lui-même achève un ouvrage de vulgarisation intitulé Biologie et biologistes, paru en 1978.
Il est membre fondateur du Comité français d'histoire de la géologie (COFRHIGEO) créé en 1976 par François Ellenberger. Gabriel Gohau abandonne vers cette époque l'histoire de la biologie pour celle de la géologie qui correspond mieux à ses intérêts, et entreprend la préparation d'une thèse de doctorat d'État sur les Idées anciennes sur la formation des montagnes, qu'il soutient en 1983 sous la direction de François Dagognet. Il publie ensuite une Histoire de la géologie (1987).
Gabriel Gohau est invité par les Éditions Albin Michel à écrire, pour la prestigieuse collection « L'Évolution de l'humanité », le volume sur Les sciences de la Terre aux XVIIe et XVIIIe siècles (1990). Il est distingué en 1994 par la Société géologique de France qui lui décerne le prix Eugen Wegmann d'histoire de la géologie.
Il publie encore en 2003 Naissance de la géologie historique, puis en 2010 Histoire de la tectonique.
Gabriel Gohau succède en 1996 à François Ellenberger à la présidence du COFRHIGEO. Philippe Taquet lui succède en 2016.

## Prix
- Prix Eugen Wegmann « pour des travaux relatifs à l'histoire de la géologie », décerné par la Société géologique de France (1994)[6].
- Prix Roberval (2005).
- History of Geology Award[7] de la Geological Society of America, prix de la division d'histoire de la géologie (2010).
- Prix de l'Union rationaliste (2012).

## Publications
- Contribution à l'étude de la tectonique du Miocène de Vence, 1958.
- La valeur éducative de la science, avec Ernest Kahane, Paris, 1962.
- Les fossiles, SEVPEN, 1966.
- Les théories scientifiques, 1966.
- Plaidoyer pour Georges Cuvier, 1971.
- Quelle éducation scientifique pour quelle société?, avec Jean-Pierre Astolfi, André Giordan, Victor Host, Jean-Louis Martinand, Guy Rumelhard et Georges Zadounaïsky, coordination André Giordan, Paris, Presses universitaires de France, 1978, réédition Cairn, 2016.
- Biologie et biologistes, préface d'Étienne Wolff, Paris, Éditions Magnard, 1978.
- À l'aurore de la stratigraphie paléontologique : Jean-André De Luc, son influence sur Cuvier, avec François Ellenberger, Paris, Centre international de synthèse, Section d'histoire des sciences, 1981.
- Idées anciennes sur la formation des montagnes : préhistoire de la tectonique, thèse d'état, sous la direction de François Dagognet, Université Jean-Moulin-Lyon-III, Faculté de philosophie, 1983.
- Histoire de la géologie, Paris, La Découverte, 1987, réédition Une histoire de la géologie, Paris, Point Seuil, 1990.
- Les sciences de la terre aux XVIIe et XVIIIe siècles : naissance de la géologie, Paris, Albin Michel, 1990, réédition 2014.
- Le temps en géologie, avec Jean-Jacques Bernard, Daniel Contini et Gabriel Godet, Collection Synapses, Paris, Hachette, 1995.
- Des sciences dans l'histoire, Nouvelles Éditions rationalistes, 1996.
- Le métamorphisme et la formation des granites : évolution des idées et concepts actuels, avec Bernard Bonin et Roland Dubois, Paris, Nathan, 1997.
- Histoire des sciences de la vie, avec Pascal Duris, Paris, Nathan, 1997, réédition, Paris, Belin, 2011.
- Naissance de la géologie historique, Vuibert, 2003.
- Jules Verne : De la science à l'imaginaire, Larousse, 2005, avec Philippe de La Cotardière, Jean-Paul Dekiss, Michel Crozon et Alexandre Tarrieu.
- Les sciences des causes passées, avec Stéphane Tirard, numéro spécial Cahiers François Viète, Nantes, Université de Nantes, I, 9-10, 2005.
- Pour l'histoire des sciences et des techniques, avec Ahmed Djebbar et Jean Rosmorduc, nouvelle édition revue et augmentée, Futuroscope, Scérén-CNDP, 2006.
- Lamarck, philosophe de la nature, avec Pietro Corsi, Jean Gayon et Stéphane Tirard, préface d'Armand de Ricqlès, Paris, Presses universitaires de France, 2006, réédition 2015.
- Histoire de la tectonique :  des spéculations sur les montagnes à la tectonique des plaques, Paris, Vuibert, 2010.